# Масложировая промышленность
Масложировая промышленность (маслобойно-жировая промышленность) — одна из отраслей пищевой промышленности, связанная с пищевыми жирами и маслами. Включает производство растительных масел, гидрогенизацию и расщепление жиров, производство маргарина, майонеза, глицерина, хозяйственного мыла и моющих средств на жировой основе, олифы и других продуктов..

## Описание
Масложировая промышленность занимается переработкой растительного масличного сырья и дальнейшей переработкой полученного растительного масла в широкий спектр продукции как пищевого, так и не пищевого назначения. Последнее делится- на бытовую химию, средства гигиены и косметики (твердые и жидкие мыла, шампуни. кремы и проч) и продукцию технического назначения. Последняя представляет собой различные технические смазки, пластичные наполнители и проч.
Не нужно путать продукцию и технологии масло-жировой промышленности и молочной отрасли. Последняя занимается переработкой и выпуском продукции из молока домашних животных- коров, коз, лошадей и пр. А масложировая промышленность занимается только переработкой исключительно растительного масложирового сырья.

## История

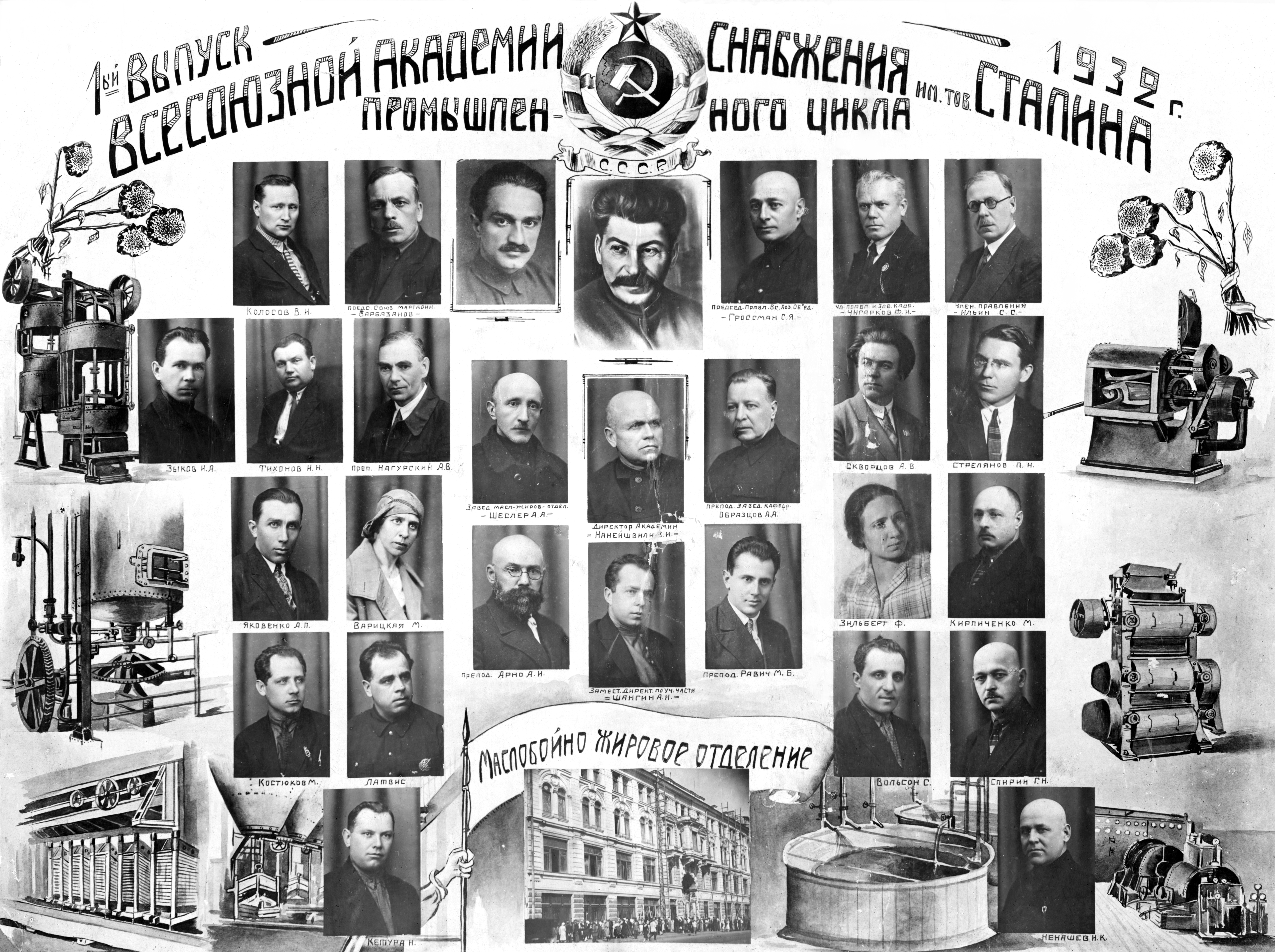
Первый выпуск советских инженеров Маслобойно-жирового отделения, 1932

Упоминания о изготовлении и использовании мыла встречаются ещё в табличках и папирусах древних Шумера и Египта.
Получение растительного масла из маслин было одним из важнейших экономических и продовольственных процессов в античные времена. В то время считалось, что коровье масло (животное масло) есть пища варваров, а цивилизованные народы используют преимущественно растительные масла из оливок и проч.
В России в 1829 году Данилом Бокаревым был изобретен способ выдавливания масла из подсолнечных семян и начали появляться так называемые «маслобойные заводы». В 1839 году император Николай I повелел учредить Общество для выделки стеариновых свечей, олеина и мыла. А в 1840 году в Санкт-Петербурге начинает выпускаться знаменитая и очень популярная в дореволюционной России косметическая линия «Невская косметика».
С появлением в конце 19-го века технологий гидрогенезации жирных полиненасыщеных кислот (превращение жидкого масла в твердый жир) появляется возможность делать мыло не только из дорогого животного жира, но и из дешёвого растительного масла — и начинается массовое производство недорогого и общедоступного по цене мыла.
В начале XX века в России существовало примерно 10 тысяч мелких кустарных маслобоек и где-то 400 цензовых маслозаводов.

## Современное состояние
Общий объём производства растительных масел в России в 2011 г составил 3,1 млн тонн, а общий объём семян переработанных различных масличных культур оставил 9,2 млн тонн. В отрасли занято более 40 тысяч человек.
Общее производство твердого мыла в России в 2011 г составило около 185 тыс. тонн, при этом импорт мыла из-за границы составил около 50 тыс. тонн.
В стране работает отраслевой научный центр, Всероссийский НИИ Жиров, так же выпускаются отраслевые журналы — «Масложировая промышленность» и «масла и жиры». Так же существует отраслевое объединение работников — «Масложировой союз»